# Iglesia de San Miguel (Lazcano)
La iglesia de San Miguel es un inmueble de la localidad española de Lazcano, en la provincia de Guipúzcoa.

## Descripción

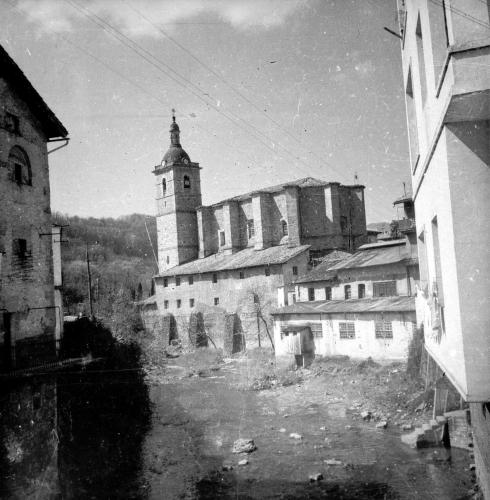
Fotografía tomada en 1962 por Indalecio Ojanguren

El edificio se encuentra en la localidad española de Lazcano, perteneciente a la provincia de Guipúzcoa, en la comunidad autónoma del País Vasco. Se erigió entre el último tercio del siglo XVI y principios del siglo XVII. De esta forma, en la última de las fechas indicadas los maestros canteros Martín de Apaztegui y Domingo de Aristiburu serían los responsables de la fábrica. Después, en 1636, Martín de Abaria se encargaría de ensanchar el altar mayor y finalizar la construcción. Con todo, la nueva sacristía se iniciaría en 1664, mientras que la realización de las bóvedas se llevó a cabo a finales de ese mismo siglo.
Se trata de un edificio de planta rectangular, provisto de cuatro tramos cubiertos con bóvedas de cuarto de estera y torre en la cabecera del templo. El retablo mayor es una realización neoclásica, cuyo diseño, efectuado en 1791, correspondió a Diego Díaz del Valle. Se trata de un retablo hornacina que se amolda perfectamente al espacio de la cabecera y en el cual predomina el componente pictórico. El retablo de Santo Domingo, realización de carácter manierista aún, se encuentra situado en el lado del evangelio. Fue realizado en 1619 por Domingo de Echeverría. El retablo de Nuestra Señora, por su parte, se sitúa en la capilla del lado de la epístola. Probablemente es el realizado por Miguel de Zozaya en 1631.
Se menciona como iglesia parroquial del lugar en el Diccionario histórico-geográfico-descriptivo de los pueblos, valles, partidos, alcaldías y uniones de Guipúzcoa (1862) de Pablo de Gorosábel, donde aparece descrita con las siguientes palabras:

Su iglesia parroquial es de la advocacion de San Miguel, cuyo patronato corresponde al expresado marqués [de Valmediano] en concepto de poseedor del citado palacio; la cual se halla servida por un vicario y dos beneficiados, de presentacion del mismo.
(Gorosábel, 1862, p. 269)